# فرد ماريون
فرد ماريون (بالإنجليزية: Fred Marion)‏ هو لاعب كرة قدم أمريكية أمريكي، ولد في 2 يناير 1959 في غينزفيل في الولايات المتحدة.

## وصلات خارجية
- فرد ماريون على موقع مرجع كرة القدم المحترفة.كوم (الإنجليزية)